# Odo pulcher
Odo pulcher es una especie de araña del género Odo, familia Xenoctenidae. Fue descrita científicamente por Keyserling en 1891.
Habita en Brasil.